# مارتینا اشتروتز
مارتینا اشتروتز (انگلیسی: Martina Strutz؛ زادهٔ ۴ نوامبر ۱۹۸۱) ورزشکار دو و میدانی در بخش پرش با نیزه اهل آلمان است. وی در ۲۰۱۱ دئگو به مدال نقره دست یافت.